# 中華民國輕艇協會
中華民國輕艇協會（英語：Chinese Taipei Canoe Association，縮寫：CTCA）為中華民國的單項體育非政府組織，1991年成立，其宗旨為推廣輕艇運動，並辦理講習、訓練、競賽等活動；1992年成為國際輕艇總會之會員。協會參加夏季奧運等國際賽事時則對外稱「中華台北輕艇協會」。

## 現任理監事
- 理事長：王美月
- 副理事長：江志銘、彭俊豪、楊明恩、林婉如

其他成員詳見中華民國輕艇協會網站 （页面存档备份，存于）

## 主辦賽事

### 曾辦賽事
- 亞洲輕艇激流錦標賽（2003年、2013年，皆在南投縣水里鄉舉辦[1][2]）

## 腳註

### 備註
1. ↑  參見洛桑協議。

## 外部連結
- 中華民國輕艇協會 （页面存档备份，存于）